# 'Ndrina Faillace
La 'ndrina Faillace è una cosca malavitosa o 'ndrina della 'ndrangheta calabrese di Cassano all'Ionio che opera nella Piana di Sibari e in generale nella provincia di Cosenza, appartenente alla Locale di Sibari.

## Storia
Escono vittoriosi da una faida con gli Abruzzese-Pepe di Lauropoli insieme ai Forastefano e i Portoraro. Il 14 ottobre 2009 vengono confiscati terreni, auto e società di appartenenza ai Faillace.